# Saulius Čaplinskas
Saulius Čaplinskas (* 8. Mai 1959 in Plonėnas, Rajongemeinde Pakruojis) ist ein litauischer Virologe, Professor und Politiker, seit November 2024 Mitglied des Seimas.

## Leben
Nach dem Abitur an der Mittelschule in Sowjetlitauen absolvierte Saulius Čaplinskas 1983 das Diplomstudium der Medizin am Medizininstitut Kaunas (KMI) in der zweitgrößten litauischen Stadt Kaunas sowie von 1986 bis 1989 die Aspirantur am Dmitri-Iwanowski-Institut für Virologie in der russischen Hauptstadt Moskau, Sowjetunion.
Von 1983 bis 1986 lehrte er am KMI und von 2000 bis 2001 an der Medizinischen Universität Kaunas, von 1994 bis 1995 an der Klinik für Infektionskrankheiten der Universität Vilnius, von 1999 bis 2000 als Dozent am Vilniaus pedagoginis universitetas und von 2002 bis 2011 an der Fakultät der Sozialpolitik der Mykolo Romerio universitetas (von 2011 bis 2017 als Professor) in der litauischen Hauptstadt Vilnius. Von 1989 bis 2020 leitete er als Direktor das Zentrum für übertragbare Krankheiten und AIDS.
Von 2023 bis 2024 war er Mitglied im Rat der Stadtgemeinde Vilnius. In der Parlamentswahl in Litauen 2024 wurde er in den 14. Seimas gewählt.
Seit 2024 ist er Mitglied von LSDP. Von 1982 bis 1990 war er Mitglied von Lietuvos komunistų partija.
Saulius Čaplinskas ist verheiratet.